# カルロス・エドゥアルド・デ・オリベイラ・アウベス
カルロス・エドゥアルド・デ・オリベイラ・アウベス（Carlos Eduardo de Oliveira Alves, 1989年10月17日 - ）は、ブラジル・サンパウロ州リベイラン・プレト出身のサッカー選手。アル・アハリ・ジッダ所属。ポジションはミッドフィールダー。

## 経歴

### クラブ
2015年7月、サウジアラビアのアル・ヒラルへ移籍をした。
2020年8月、シャバーブ・アル・アハリに移籍した。